# Skylark (cohete)
Skylark (originalmente llamado Gassiot High Altitude Vehicle) fue un cohete sonda británico propulsado por combustible sólido. La primera versión fue desarrollada a finales de los años 1950 por la Royal Aircraft Establishment y se empezó a usar en 1957, durante el Año Geofísico Internacional. Estuvo en servicio hasta 2005.
La versión original usaba un motor Raven, derivado del motor usado en el cohete sonda Rook. El Raven del Skylark quemaba 840 kg de propelente (perclorato de amonio y poliisobutileno) en treinta segundos, con un empuje de 1450 kN a nivel del mar.
En las versiones iniciales, la aceleración inicial del cohete era tan baja que se necesitaba una torre de 50 metros de alto para mantener la estabilidad del cohete en el inicio del lanzamiento, problema corregido en variantes posteriores.
El Skylark también fue usado cuatro veces por la NASA en 1961 haciendo lanzamientos desde Woomera en un programa de obtención de imágenes estelares desde el hemisferio sur. El ESRO lanzó 82 Skylark antes de que fuese disuelto en 1971. Desde 1974 a 1976 se lanzaron nueve Skylark de distintas versiones desde la base española del  Arenosillo. Programas científicos alemanes y suecos utilizaron cohetes Skylark para llevar a cabo experimentos en microgravedad hasta 2005. Se lanzaron 442 cohetes en total entre 1957 y 2005.

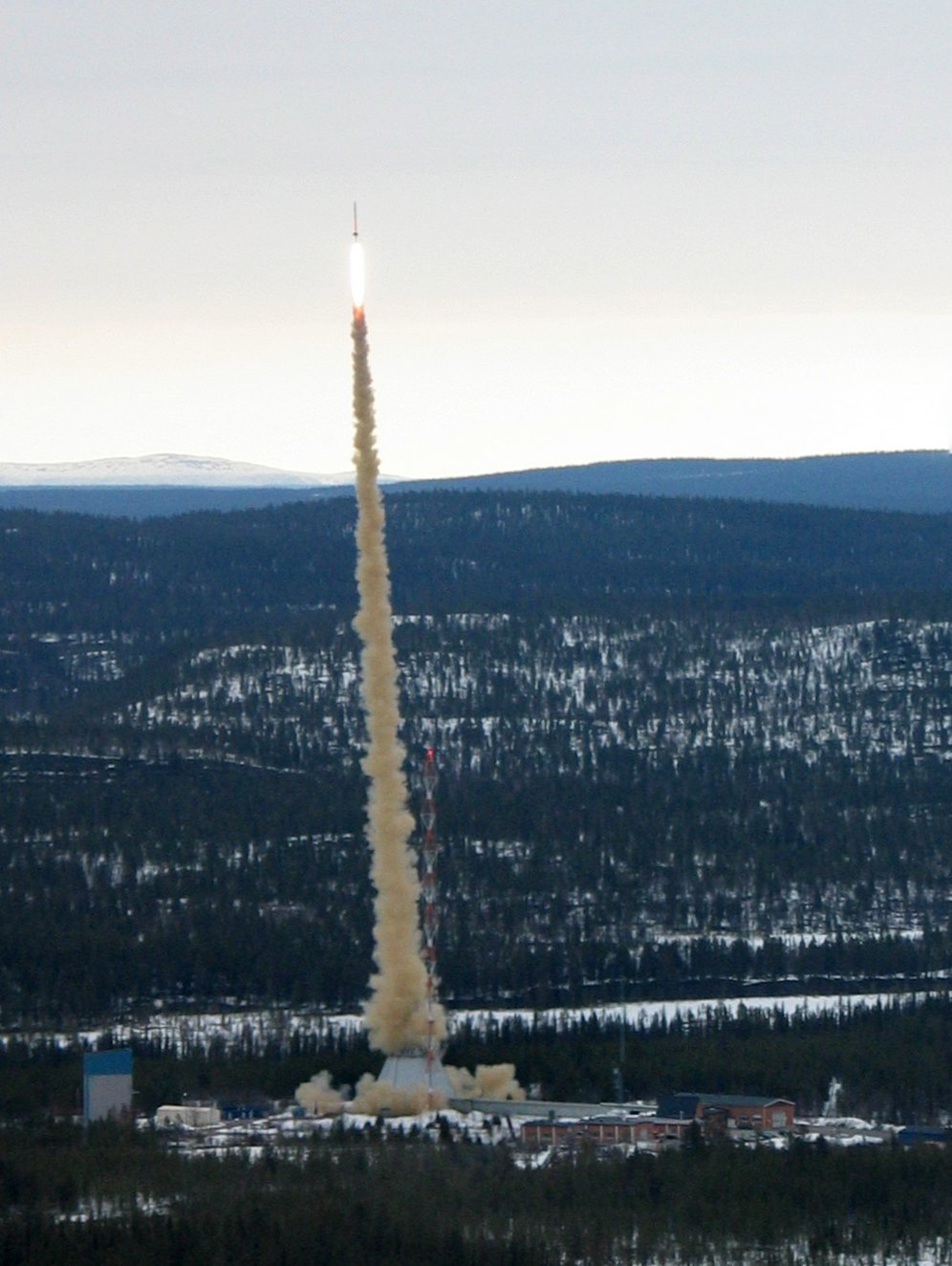
El último lanzamiento de un Skylark, desde Esrange, Suecia.

## Versiones

### Skylark
La versión original.

#### Especificaciones
- Apogeo: 850 km
- Empuje en despegue: 44 kN
- Masa total: 1100 kg
- Diámetro: 0,44 m
- Longitud total: 7,6 m
- Envergadura: 0,96 m

### Skylark 1
Versión de dos etapas. Se lanzaron 21, entre el 13 de febrero de 1957 y el 13 de agosto de 1978.

#### Especificaciones
- Apogeo: 150 km
- Empuje en despegue: 44 kN
- Masa total: 1100 kg
- Diámetro: 0,44 m
- Longitud total: 7,5 m

### Skylark 2
Versión de tres etapas. Se lanzaron 5, entre el 20 de mayo de 1958 y el 9 de febrero de 1989.

#### Especificaciones
- Apogeo: 150 km
- Empuje en despegue: 44 kN
- Masa total: 1100 kg
- Diámetro: 0,44 m
- Longitud total: 7,5 m

### Skylark 2 AC
Versión de dos etapas. Se lanzaron 3, entre el 6 de febrero de 1970 y el 2 de octubre de 1973.

#### Especificaciones
- Apogeo: 190 km
- Empuje en despegue: 80 kN
- Masa total: 1500 kg
- Diámetro: 0,44 m
- Longitud total: 12,7 m

### Skylark 2 C
Versión de dos etapas. Se lanzaron 9, entre el 12 de abril de 1960 y el 11 de septiembre de 1962.

#### Especificaciones
- Carga útil: 150 kg
- Apogeo: 200 km
- Empuje en despegue: 80 kN
- Masa total: 1400 kg
- Diámetro: 0,44 m
- Longitud total: 9,15 m

### Skylark 3
Versión de dos etapas. Se lanzaron 34, entre el 16 de diciembre de 1964 y el 8 de febrero de 1977.

#### Especificaciones
- Apogeo: 210 km
- Empuje en despegue: 80 kN
- Masa total: 1700 kg
- Diámetro: 0,44 m
- Longitud total: 12,7 m

### Skylark 3 AC
Versión de dos etapas. Se lanzaron 55, entre el 20 de octubre de 1965 y el 13 de diciembre de 1978.

#### Especificaciones
- Apogeo: 210 km
- Empuje en despegue: 80 kN
- Masa total: 1700 kg
- Diámetro: 0,44 m
- Longitud total: 12,7 m

### Skylark 4
Versión de dos etapas. Se lanzaron 4, entre el 2 de marzo de 1972 y el 5 de diciembre de 1973.

#### Especificaciones
- Carga útil: 100 kg
- Apogeo: 330 km
- Empuje en despegue: 191 kN
- Masa total: 1900 kg
- Diámetro: 0,44 m
- Longitud total: 13,2 m

### Skylark 4 AC
Versión de dos etapas. Se lanzaron 5, entre el 4 de agosto de 1973 y el 27 de enero de 1976.

#### Especificaciones
- Apogeo: 240 km
- Empuje en despegue: 175 kN
- Masa total: 1900 kg
- Diámetro: 0,44 m
- Longitud total: 13,2 m

### Skylark 5
Versión de una etapa. Se lanzaron 2, el 5 de julio y el 4 de diciembre de 1962.

#### Especificaciones
- Apogeo: 110 km
- Empuje en despegue: 44 kN
- Masa total: 1100 kg
- Diámetro: 0,44 m
- Longitud total: 7,5 m

### Skylark 5 C
Versión de dos etapas. Se lanzaron 15, entre el 24 de noviembre de 1961 y el 10 de julio de 1970.

#### Especificaciones
- Carga útil: 200 kg
- Apogeo: 210 km
- Empuje en despegue: 80 kN
- Masa total: 1400 kg
- Diámetro: 0,44 m
- Longitud total: 9,1 m

### Skylark 6
Versión de dos etapas. Se lanzaron 16, entre el 8 de febrero de 1968 y el 26 de julio de 1990.

#### Especificaciones
- Carga útil: 100 kg
- Apogeo: 380 km
- Empuje en despegue: 191 kN
- Masa total: 1400 kg
- Diámetro: 0,44 m
- Longitud total: 13,2 m

### Skylark 6 AC
Versión de dos etapas. Se lanzaron 30, entre el 3 de abril de 1969 y el 1 de marzo de 1979.

#### Especificaciones
- Apogeo: 270 km
- Masa total: 1900 kg
- Diámetro: 0,44 m
- Longitud total: 13,2 m

### Skylark 7
Versión de tres etapas. Se lanzaron 72, entre el 22 de noviembre de 1962 y el 2 de mayo de 2005.

#### Especificaciones
- Apogeo: 270 km
- Empuje en despegue: 191 kN
- Masa total: 2100 kg
- Diámetro: 0,44 m
- Longitud total: 12,2 m

### Skylark 7 AC
Versión de dos etapas. Se lanzaron 11, entre el 25 de febrero de 1975 y el 13 de marzo de 1979.

#### Especificaciones
- Apogeo: 270 km
- Empuje en despegue: 191 kN
- Masa total: 2000 kg
- Diámetro: 0,44 m
- Longitud total: 12,2 m

### Skylark 7 C
Versión de dos etapas. Se lanzaron 80, entre el 13 de noviembre de 1962 y el 25 de marzo de 1971.

#### Especificaciones
- Apogeo: 200 km
- Empuje en despegue: 80 kN
- Masa total: 1400 kg
- Diámetro: 0,44 m
- Longitud total: 9,1 m

### Skylark 8
Proyecto de Skylark con una segunda etapa Waxwing. Nunca llegó a construirse.

### Skylark 9
Proyecto de Skylark de una etapa y con un motor Stonechat. Nunca llegó a construirse.

### Skylark 10
Versión de dos etapas. Lanzado una sola vez, el 10 de octubre de 1974.

#### Especificaciones
- Apogeo: 270 km
- Empuje en despegue: 130 kN
- Masa total: 800 kg
- Diámetro: 0,44 m
- Longitud total: 6 m

### Skylark 11
Versión de tres etapas que nunca llegó a volar.

### Skylark 12
Versión de tres etapas. Se lanzaron 14, entre el 21 de noviembre de 1976 y el 25 de noviembre de 1990.

#### Especificaciones
- Apogeo: 575 km
- Empuje en despegue: 175 kN
- Masa total: 2135 kg
- Diámetro: 0,44 m
- Longitud total: 13 m

### Skylark 12 AC
Versión de tres etapas. Lanzado una sola vez, el 12 de octubre de 1979.

#### Especificaciones
- Apogeo: 830 km
- Masa total: 2100 kg
- Diámetro: 0,44 m
- Longitud total: 13 m